# Mazarefes e Vila Fria
Mazarefes e Vila Fria est une paroisse civile portugaise (en portugais : freguesia) de la municipalité de Viana do Castelo, dans le district de Viana do Castelo.
Son nom officiel est União das freguesias de Mazarefes e Vila Fria. Elle est créée par la loi no 11-A/2013 du 28 janvier 2013 portant réorganisation administrative du territoire des freguesias, en fusionnant Mazarefes et Vila Fria. Son siège est à Mazarefes.
Lors du recensement de 2021, Mazarefes e Vila Fria compte 2 494 habitants.